# Johann Georg Rosenhain
Johann Georg Rosenhain (Königsberg, 10 de junho de 1816 — Berlim, 14 de março de 1887) foi um matemático alemão.

## Publicações
- Exercitationes analyticae in theorema Abelanium de integralibus functionum algebraicarum. Pro Venia Legendi die XXIX. mensis Martii a, MDCCCXLIV. Publice defendet Joannes Georgius Rosenhain. Grass, Barth u. Co, Vratislaviae 1844 (Breslau, Univ., Phil. Habil.-Schrift 1844)
- Heinrich Weber (Ed.): Abhandlung über die Functionen zweier Variabler mit vier Perioden, welche die Inversen sind der ultra-elliptischen Integrale erster Klasse. Engelmann, Leipzig 1895 (Ostwald's Klassiker der exakten Wissenschaften 65) [1]
- Mémoire sur les fonctions de deux variables, qui sont les inverses des intégrales ultra-elliptiques de la première classe. Nationale, Paris 1851
- Carl Gustav Jakob Jacobi (Ed.): Vorlesungen über Zahlentheorie. Wintersemester 1836/37, Königsberg [2]. Rauner, Augsburg 2007 ISBN 3-936905-25-8